# Ptygomastax sinica
Ptygomastax sinica is een rechtvleugelig insect uit de familie Eumastacidae. De wetenschappelijke naam van deze soort is voor het eerst geldig gepubliceerd in 1959 door Bey-Bienko.